# Paco Benavides
Paco Benavides (San Gabriel, provincia de Carchi, Ecuador, 4 de diciembre de 1964 - Berna, Suiza, 24 de junio de 2005) fue un escritor, poeta, pintor y sociólogo ecuatoriano. El menor de los 5 hijos que engendraron sus padres José María Benavides y Ana Inés Solís.

## Biografía
Cuando Paco contaba con 2 años su familia se traslada desde San Gabriel a establecerse en Quito, capital del Ecuador; allí hace sus estudios primarios. Luego ingresa a realizar estudios secundarios en la Academia Borja Nª 3. Su licenciatura en Sociología y Ciencias Políticas la hizo en la Universidad Central del Ecuador.El trabajo que redactó para obtener la licenciatura llevó el siguiente título: El festejo alcohólico: ensayo de interpretación socio-antropológico.  
A finales de los 80's, integró el grupo fundador del taller Matapiojo con Diego Velasco, Edwin Madrid, Víctor Vallejo, Pablo Yépez Maldonado, Diego Gortaire, Susana Struve, y muchos otros miembros. Matapiojo tenía como propuesta utópica socializar los medios de producción literaria.
En 1990 apareció Historia natural del fuego que fue su primera obra literaria de reconocimiento.
Se enamoraron con Franziska Berger, una profesional de la salud nacida en Suiza que se hallaba temporalmente en Quito estudiando castellano. Se casó con ella en el registro civil. Después de vivir un tiempo en Quito, Paco y Franziska se trasladaron a Berna en 1993. 
En Suiza continuó con su obra literaria y pictórica, dejando varios escritos que permanecen inéditos. Paco laboró en Suiza como profesor de lengua española entre otras actividades, sin embargo nunca encontró un trabajo en el que se pudiera aprovechar sus capacidades y potencialidades. 
En febrero de 1995 la Casa de la Cultura Ecuatoriana, eligió su obra Viento Sur para ser el primero de la colección Los cuadernos de Rimbaud. En 1997, hizo una edición de su poemario Tierra Adentro, que estuvo dedicado a sus padres. 
Fue apasionado por el ajedrez, que lo llevaba incluso a jugar partidas a distancia. Le gustaba la tauromaquia, la música y el fútbol. En sus últimos años también mostró interés por la astrología. Admiraba a Picasso, cuyo influjo se siente en buena parte de su expresión pictórica. 
En Suiza vivió casi diez años y allí realizó traducciones de obras literarias, contribuyó en medios artísticos con su literatura, participó en programas de radio y, finalmente, los últimos años se concentró de lleno en la creación pictórica fruto de lo cual dejó decenas de obras e instalaciones. Luego de años en aquel país se divorció de Franziska.  
Hacia fines de junio de 2003 fallece solo en su domicilio y es encontrado días más tarde. Su cuerpo fue cremado y sus restos trasladados a Quito donde reposan en uno de los columnarios del Cementerio del Batán.Cuando Paco contaba con 2 años su familia se traslada desde San Gabriel a establecerse en Quito, capital del Ecuador; allí hace sus estudios primarios. Luego ingresa a realizar estudios secundarios en la Academia Borja Nª 3. Su licenciatura en Sociología y Ciencias Políticas la hizo en la Universidad Central del Ecuador.El trabajo que redactó para obtener la licenciatura llevó el siguiente título: El festejo alcohólico: ensayo de interpretación socio-antropológico.  
A finales de los 80's, integró el grupo fundador del taller Matapiojo con Diego Velasco, Edwin Madrid, Víctor Vallejo, Pablo Yépez Maldonado, Diego Gortaire, Susana Struve, y muchos otros miembros. Matapiojo tenía como propuesta utópica socializar los medios de producción literaria.
En 1990 apareció Historia natural del fuego que fue su primera obra literaria de reconocimiento.
Se enamoraron con Franziska Berger, una profesional de la salud nacida en Suiza que se hallaba temporalmente en Quito estudiando castellano. Se casó con ella en el registro civil. Después de vivir un tiempo en Quito, Paco y Franziska se trasladaron a Berna en 1993. 
En Suiza continuó con su obra literaria y pictórica, dejando varios escritos que permanecen inéditos. Paco laboró en Suiza como profesor de lengua española entre otras actividades, sin embargo nunca encontró un trabajo en el que se pudiera aprovechar sus capacidades y potencialidades. 
En febrero de 1995 la Casa de la Cultura Ecuatoriana, eligió su obra Viento Sur para ser el primero de la colección Los cuadernos de Rimbaud. En 1997, hizo una edición de su poemario Tierra Adentro, que estuvo dedicado a sus padres. 
Fue apasionado por el ajedrez, que lo llevaba incluso a jugar partidas a distancia. Le gustaba la tauromaquia, la música y el fútbol. En sus últimos años también mostró interés por la astrología. Admiraba a Picasso, cuyo influjo se siente en buena parte de su expresión pictórica. 
En Suiza vivió casi diez años y allí realizó traducciones de obras literarias, contribuyó en medios artísticos con su literatura, participó en programas de radio y, finalmente, los últimos años se concentró de lleno en la creación pictórica fruto de lo cual dejó decenas de obras e instalaciones. Luego de años en aquel país se divorció de Franziska.  
Hacia fines de junio de 2003 fallece solo en su domicilio y es encontrado días más tarde. Su cuerpo fue cremado y sus restos trasladados a Quito donde reposan en uno de los columnarios del Cementerio del Batán.Cuando Paco contaba con 2 años su familia se traslada desde San Gabriel a establecerse en Quito, capital del Ecuador; allí hace sus estudios primarios. Luego ingresa a realizar estudios secundarios en la Academia Borja Nª 3. Su licenciatura en Sociología y Ciencias Políticas la hizo en la Universidad Central del Ecuador.El trabajo que redactó para obtener la licenciatura llevó el siguiente título: El festejo alcohólico: ensayo de interpretación socio-antropológico.  
A finales de los 80's, integró el grupo fundador del taller Matapiojo con Diego Velasco, Edwin Madrid, Víctor Vallejo, Pablo Yépez Maldonado, Diego Gortaire, Susana Struve, y muchos otros miembros. Matapiojo tenía como propuesta utópica socializar los medios de producción literaria.
En 1990 apareció Historia natural del fuego que fue su primera obra literaria de reconocimiento.
Se enamoraron con Franziska Berger, una profesional de la salud nacida en Suiza que se hallaba temporalmente en Quito estudiando castellano. Se casó con ella en el registro civil. Después de vivir un tiempo en Quito, Paco y Franziska se trasladaron a Berna en 1993. 
En Suiza continuó con su obra literaria y pictórica, dejando varios escritos que permanecen inéditos. Paco laboró en Suiza como profesor de lengua española entre otras actividades, sin embargo nunca encontró un trabajo en el que se pudiera aprovechar sus capacidades y potencialidades. 
En febrero de 1995 la Casa de la Cultura Ecuatoriana, eligió su obra Viento Sur para ser el primero de la colección Los cuadernos de Rimbaud. En 1997, hizo una edición de su poemario Tierra Adentro, que estuvo dedicado a sus padres. 
Fue apasionado por el ajedrez, que lo llevaba incluso a jugar partidas a distancia. Le gustaba la tauromaquia, la música y el fútbol. En sus últimos años también mostró interés por la astrología. Admiraba a Picasso, cuyo influjo se siente en buena parte de su expresión pictórica. 
En Suiza vivió casi diez años y allí realizó traducciones de obras literarias, contribuyó en medios artísticos con su literatura, participó en programas de radio y, finalmente, los últimos años se concentró de lleno en la creación pictórica fruto de lo cual dejó decenas de obras e instalaciones. Luego de años en aquel país se divorció de Franziska.  
Hacia fines de junio de 2003 fallece solo en su domicilio y es encontrado días más tarde. Su cuerpo fue cremado y sus restos trasladados a Quito donde reposan en uno de los columnarios del Cementerio del Batán.Cuando Paco contaba con 2 años su familia se traslada desde San Gabriel a establecerse en Quito, capital del Ecuador; allí hace sus estudios primarios. Luego ingresa a realizar estudios secundarios en la Academia Borja Nª 3. Su licenciatura en Sociología y Ciencias Políticas la hizo en la Universidad Central del Ecuador.El trabajo que redactó para obtener la licenciatura llevó el siguiente título: El festejo alcohólico: ensayo de interpretación socio-antropológico.  
A finales de los 80's, integró el grupo fundador del taller Matapiojo con Diego Velasco, Edwin Madrid, Víctor Vallejo, Pablo Yépez Maldonado, Diego Gortaire, Susana Struve, y muchos otros miembros. Matapiojo tenía como propuesta utópica socializar los medios de producción literaria.
En 1990 apareció Historia natural del fuego que fue su primera obra literaria de reconocimiento.
Se enamoraron con Franziska Berger, una profesional de la salud nacida en Suiza que se hallaba temporalmente en Quito estudiando castellano. Se casó con ella en el registro civil. Después de vivir un tiempo en Quito, Paco y Franziska se trasladaron a Berna en 1993. 
En Suiza continuó con su obra literaria y pictórica, dejando varios escritos que permanecen inéditos. Paco laboró en Suiza como profesor de lengua española entre otras actividades, sin embargo nunca encontró un trabajo en el que se pudiera aprovechar sus capacidades y potencialidades. 
En febrero de 1995 la Casa de la Cultura Ecuatoriana, eligió su obra Viento Sur para ser el primero de la colección Los cuadernos de Rimbaud. En 1997, hizo una edición de su poemario Tierra Adentro, que estuvo dedicado a sus padres. 
Fue apasionado por el ajedrez, que lo llevaba incluso a jugar partidas a distancia. Le gustaba la tauromaquia, la música y el fútbol. En sus últimos años también mostró interés por la astrología. Admiraba a Picasso, cuyo influjo se siente en buena parte de su expresión pictórica. 
En Suiza vivió casi diez años y allí realizó traducciones de obras literarias, contribuyó en medios artísticos con su literatura, participó en programas de radio y, finalmente, los últimos años se concentró de lleno en la creación pictórica fruto de lo cual dejó decenas de obras e instalaciones. Luego de años en aquel país se divorció de Franziska.  
Hacia fines de junio de 2003 fallece solo en su domicilio y es encontrado días más tarde. Su cuerpo fue cremado y sus restos trasladados a Quito donde reposan en uno de los columnarios del Cementerio del Batán.Cuando Paco contaba con 2 años su familia se traslada desde San Gabriel a establecerse en Quito, capital del Ecuador; allí hace sus estudios primarios. Luego ingresa a realizar estudios secundarios en la Academia Borja Nª 3. Su licenciatura en Sociología y Ciencias Políticas la hizo en la Universidad Central del Ecuador.El trabajo que redactó para obtener la licenciatura llevó el siguiente título: El festejo alcohólico: ensayo de interpretación socio-antropológico.  
A finales de los 80's, integró el grupo fundador del taller Matapiojo con Diego Velasco, Edwin Madrid, Víctor Vallejo, Pablo Yépez Maldonado, Diego Gortaire, Susana Struve, y muchos otros miembros. Matapiojo tenía como propuesta utópica socializar los medios de producción literaria.
En 1990 apareció Historia natural del fuego que fue su primera obra literaria de reconocimiento.
Se enamoraron con Franziska Berger, una profesional de la salud nacida en Suiza que se hallaba temporalmente en Quito estudiando castellano. Se casó con ella en el registro civil. Después de vivir un tiempo en Quito, Paco y Franziska se trasladaron a Berna en 1993. 
En Suiza continuó con su obra literaria y pictórica, dejando varios escritos que permanecen inéditos. Paco laboró en Suiza como profesor de lengua española entre otras actividades, sin embargo nunca encontró un trabajo en el que se pudiera aprovechar sus capacidades y potencialidades. 
En febrero de 1995 la Casa de la Cultura Ecuatoriana, eligió su obra Viento Sur para ser el primero de la colección Los cuadernos de Rimbaud. En 1997, hizo una edición de su poemario Tierra Adentro, que estuvo dedicado a sus padres. 
Fue apasionado por el ajedrez, que lo llevaba incluso a jugar partidas a distancia. Le gustaba la tauromaquia, la música y el fútbol. En sus últimos años también mostró interés por la astrología. Admiraba a Picasso, cuyo influjo se siente en buena parte de su expresión pictórica. 
En Suiza vivió casi diez años y allí realizó traducciones de obras literarias, contribuyó en medios artísticos con su literatura, participó en programas de radio y, finalmente, los últimos años se concentró de lleno en la creación pictórica fruto de lo cual dejó decenas de obras e instalaciones. Luego de años en aquel país se divorció de Franziska.  
Hacia fines de junio de 2003 fallece solo en su domicilio y es encontrado días más tarde. Su cuerpo fue cremado y sus restos trasladados a Quito donde reposan en uno de los columnarios del Cementerio del Batán.Cuando Paco contaba con 2 años su familia se traslada desde San Gabriel a establecerse en Quito, capital del Ecuador; allí hace sus estudios primarios. Luego ingresa a realizar estudios secundarios en la Academia Borja Nª 3. Su licenciatura en Sociología y Ciencias Políticas la hizo en la Universidad Central del Ecuador.El trabajo que redactó para obtener la licenciatura llevó el siguiente título: El festejo alcohólico: ensayo de interpretación socio-antropológico.  
A finales de los 80's, integró el grupo fundador del taller Matapiojo con Diego Velasco, Edwin Madrid, Víctor Vallejo, Pablo Yépez Maldonado, Diego Gortaire, Susana Struve, y muchos otros miembros. Matapiojo tenía como propuesta utópica socializar los medios de producción literaria.
En 1990 apareció Historia natural del fuego que fue su primera obra literaria de reconocimiento.
Se enamoraron con Franziska Berger, una profesional de la salud nacida en Suiza que se hallaba temporalmente en Quito estudiando castellano. Se casó con ella en el registro civil. Después de vivir un tiempo en Quito, Paco y Franziska se trasladaron a Berna en 1993. 
En Suiza continuó con su obra literaria y pictórica, dejando varios escritos que permanecen inéditos. Paco laboró en Suiza como profesor de lengua española entre otras actividades, sin embargo nunca encontró un trabajo en el que se pudiera aprovechar sus capacidades y potencialidades. 
En febrero de 1995 la Casa de la Cultura Ecuatoriana, eligió su obra Viento Sur para ser el primero de la colección Los cuadernos de Rimbaud. En 1997, hizo una edición de su poemario Tierra Adentro, que estuvo dedicado a sus padres. 
Fue apasionado por el ajedrez, que lo llevaba incluso a jugar partidas a distancia. Le gustaba la tauromaquia, la música y el fútbol. En sus últimos años también mostró interés por la astrología. Admiraba a Picasso, cuyo influjo se siente en buena parte de su expresión pictórica. 
En Suiza vivió casi diez años y allí realizó traducciones de obras literarias, contribuyó en medios artísticos con su literatura, participó en programas de radio y, finalmente, los últimos años se concentró de lleno en la creación pictórica fruto de lo cual dejó decenas de obras e instalaciones. Luego de años en aquel país se divorció de Franziska.  
Hacia fines de junio de 2003 fallece solo en su domicilio y es encontrado días más tarde. Su cuerpo fue cremado y sus restos trasladados a Quito donde reposan en uno de los columnarios del Cementerio del Batán.Cuando Paco contaba con 2 años su familia se traslada desde San Gabriel a establecerse en Quito, capital del Ecuador; allí hace sus estudios primarios. Luego ingresa a realizar estudios secundarios en la Academia Borja Nª 3. Su licenciatura en Sociología y Ciencias Políticas la hizo en la Universidad Central del Ecuador.El trabajo que redactó para obtener la licenciatura llevó el siguiente título: El festejo alcohólico: ensayo de interpretación socio-antropológico.  
A finales de los 80's, integró el grupo fundador del taller Matapiojo con Diego Velasco, Edwin Madrid, Víctor Vallejo, Pablo Yépez Maldonado, Diego Gortaire, Susana Struve, y muchos otros miembros. Matapiojo tenía como propuesta utópica socializar los medios de producción literaria.
En 1990 apareció Historia natural del fuego que fue su primera obra literaria de reconocimiento.
Se enamoraron con Franziska Berger, una profesional de la salud nacida en Suiza que se hallaba temporalmente en Quito estudiando castellano. Se casó con ella en el registro civil. Después de vivir un tiempo en Quito, Paco y Franziska se trasladaron a Berna en 1993. 
En Suiza continuó con su obra literaria y pictórica, dejando varios escritos que permanecen inéditos. Paco laboró en Suiza como profesor de lengua española entre otras actividades, sin embargo nunca encontró un trabajo en el que se pudiera aprovechar sus capacidades y potencialidades. 
En febrero de 1995 la Casa de la Cultura Ecuatoriana, eligió su obra Viento Sur para ser el primero de la colección Los cuadernos de Rimbaud. En 1997, hizo una edición de su poemario Tierra Adentro, que estuvo dedicado a sus padres. 
Fue apasionado por el ajedrez, que lo llevaba incluso a jugar partidas a distancia. Le gustaba la tauromaquia, la música y el fútbol. En sus últimos años también mostró interés por la astrología. Admiraba a Picasso, cuyo influjo se siente en buena parte de su expresión pictórica. 
En Suiza vivió casi diez años y allí realizó traducciones de obras literarias, contribuyó en medios artísticos con su literatura, participó en programas de radio y, finalmente, los últimos años se concentró de lleno en la creación pictórica fruto de lo cual dejó decenas de obras e instalaciones. Luego de años en aquel país se divorció de Franziska.  
Hacia fines de junio de 2003 fallece solo en su domicilio y es encontrado días más tarde. Su cuerpo fue cremado y sus restos trasladados a Quito donde reposan en uno de los columnarios del Cementerio del Batán.

## Obras

### Poesía
- Historia Natural del Fuego, Quito, 1990
- Viento Sur, Quito, Casa de la Cultura Ecuatoriana, 1995
- Tierra Adentro, Quito, 1997
- Vida y Milagros, obra inédita aún no publicada.